# جوي نيومان
جوي نيومان (بالإنجليزية: Joey Newman)‏ هو ملحن أمريكي، ولد في 9 سبتمبر 1976 في سانتا مونيكا في الولايات المتحدة.

## وصلات خارجية
- جوي نيومان على موقع IMDb (الإنجليزية)
- جوي نيومان على موقع ميوزك برينز (الإنجليزية)
- جوي نيومان على موقع أول ميوزيك (الإنجليزية)
- جوي نيومان على موقع ديسكوغز (الإنجليزية)
- جوي نيومان على موقع قاعدة بيانات الفيلم (الإنجليزية)